# TAP
Para la línea aérea portuguesa, véase TAP Air Portugal,

Un TAP (en inglés: Terminal Access Point, o también en inglés: test access ports) es un dispositivo de red que permite separar la entrada de datos de la salida de datos.

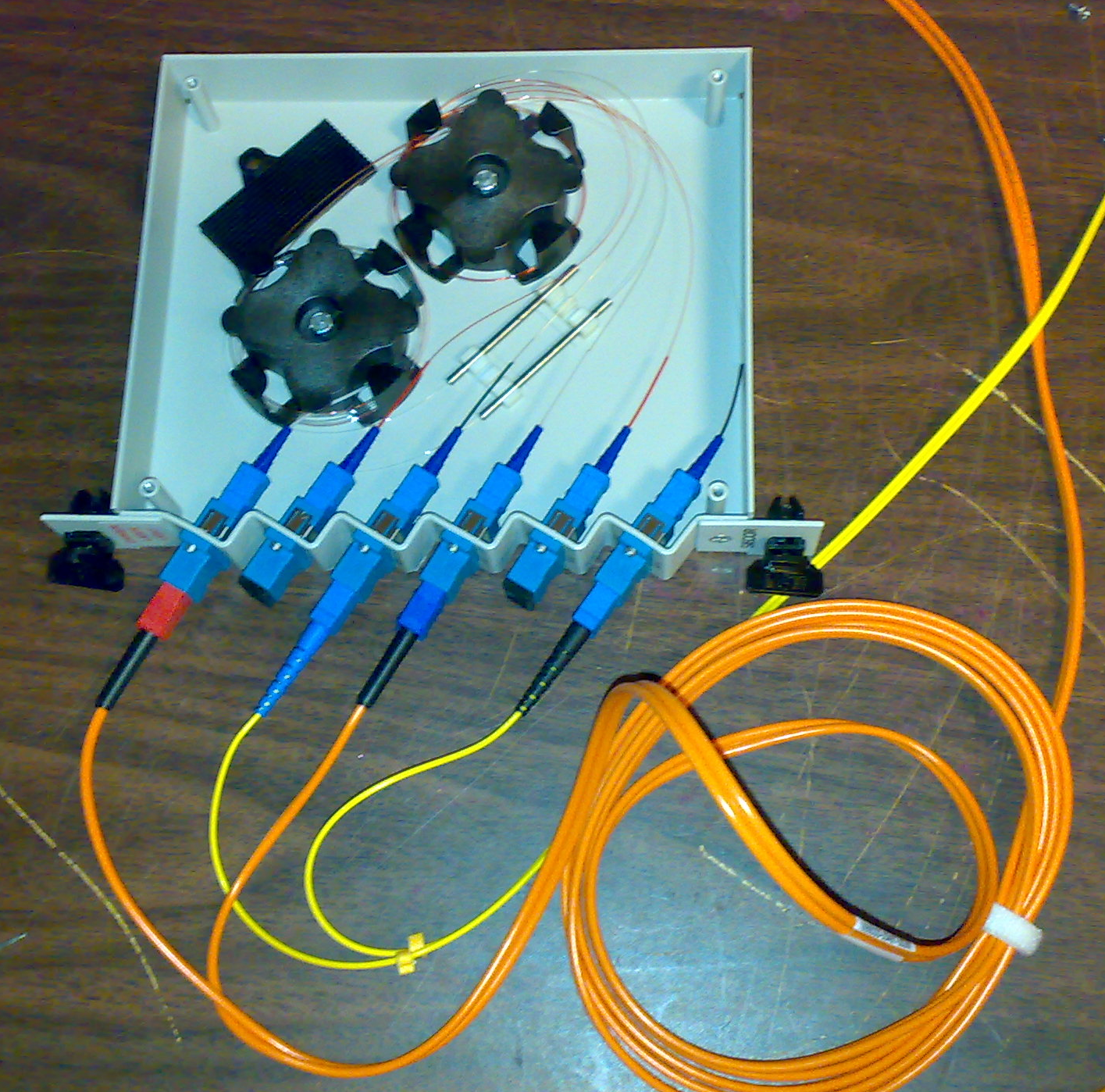
TAP pasivo de fibra óptica

El dispositivo más básico cuenta con una entrada y una salida de ethernet, un puerto ethernet con la salida de datos TX y otro puerto ethernet con la entrada de datos RX.
Estos dispositivos están pensados para usarse en sistemas de monitorización de red, y no para ser conectados a equipos "activos".

## Historia
La forma y manera de interceptar comunicaciones sin afectar su tráfico comenzó poco después de comenzar a operar los telégrafos, cuando los asaltantes conectaban de manera paralela una terminal y con el código Morse descifraban y conocían así de la cuantía de dinero que transportaban los trenes. Aunque eventualmente dicha práctica se extendió al teléfono, cuando  su uso fue adoptado de manera masiva, el concepto difería por el uso de códigos o protocolos de comunicación mientras que la voz se transmitía de forma analógica. En la actualidad la voz telefónica se digitaliza y envía por redes, generalmente de manera cifrada, pero se necesita monitorizar dicho tráfico por medio de TAP's a fin de garantizar su reproducción en ambos sentidos en tiempo real.